# Ситник Жерара
Ситник Жерара, ситник солонцевий (Juncus gerardii) — вид трав'янистих багаторічних рослин родини ситникові (Juncaceae).

## Опис
Трава 2–9 дм завдовжки. Кореневища довгі, повзучі. Листки приземні, листові пластини плоскі або дещо жолобчасті, 10–40 см × 0.4–0.7 мм, поля цілі. Суцвіття 10–30(-80)-квіткові, 2–16 см. Листочки оцвітини зазвичай темно (не світло) коричневого кольору. Капсули каштанові або коричневі, широко еліпсоїдні, (2.2-) 2.5–3.2(-3.5) × 1.3–1.9 мм. Насіння темно-коричневе, від еліпсоїдного до півмісяцевого, 0.485–0.6(-0.67) мм, без хвостів.

## Поширення
Вид зростає в Північній Африці (Алжир, Марокко), Євразії, Північній Америці (Гренландія, Канада, Сен-П'єр і Мікелон, США). Натуралізований: Нова Зеландія, Австралія — Вікторія. Населяє солончаки, як прибережні, так і внутрішні.
В Україні росте на сухих луках, у степових зниженнях та подах. Зростає по солончаках, солончакових луках — у Лісостепу, Степу та Криму.

## Галерея

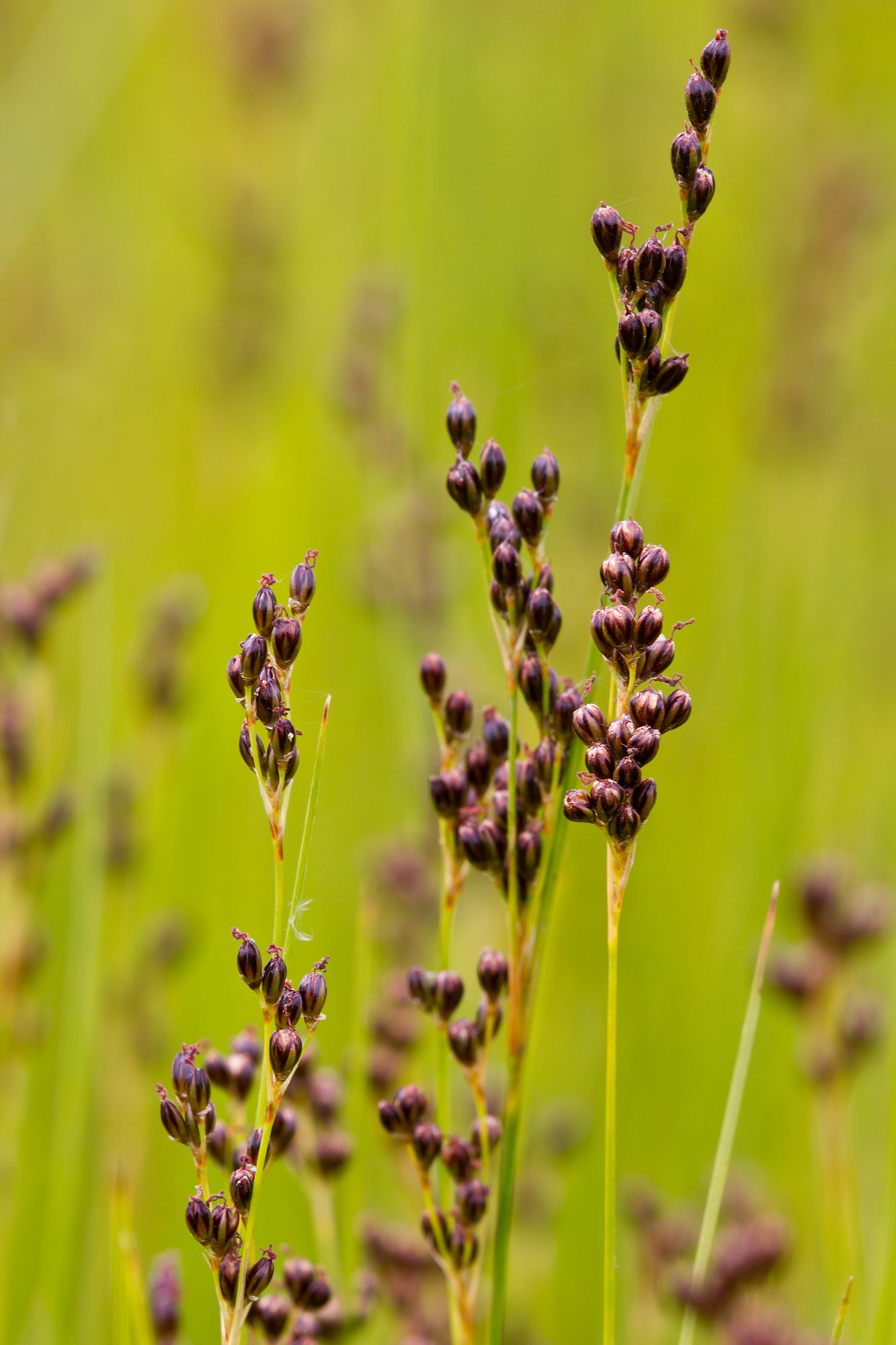
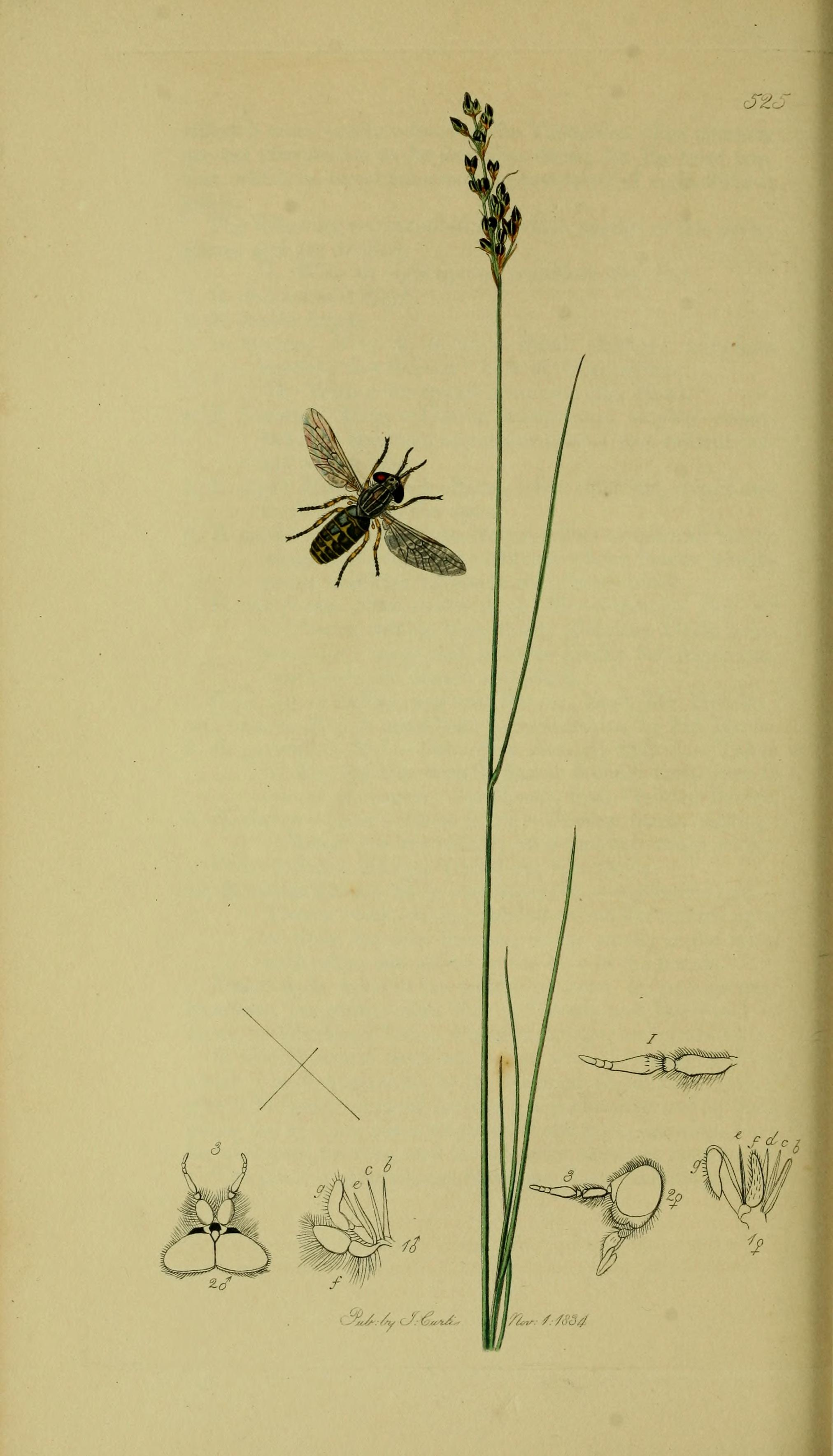